# Grand Prix du Disque
Гран-прі дю Диск є головною французькою нагородою за музичні записи. Нагороду було урочисто відкрито Академією Шарля Кро в 1948 р. і пропонує призи в різних категоріях. Категорії різняться від року до року, і багато нагород часто призначаються в одній категорії в одному і тому ж році.
Нагороди вручаються у таких категоріях:
- Стародавня музика
- Музика бароко
- Блюз
- Камерна музика
- Хорова музика
- Перший виступ
- Французька пісня
- Інструментальна та симфонічна музика
- Інструментальний соліст (новий талант)
- Джаз
- Лірична музика
- Сучасна музика
- Опера
- Записи для дітей
- Вокальний соліст (новий талант)